# Baumwollbörse
Baumwollbörsen sind Rohstoffhandelsmärkte, an denen Baumwolle gehandelt wird. Während es früher teils auch separate Baumwollterminbörsen gab, auf denen Baumwollfutures gehandelt wurden, kann man heutzutage an den Baumwollbörsen meist sowohl auf Kassa als auch auf Termin handeln.
Die derzeit bedeutendste Baumwollbörse der Welt ist die
- Baumwollbörse in New York City (New York Cotton Exchange)[1]

Weitere aktive Baumwollbörsen sind die
- Bremer Baumwollbörse
- Baumwollbörse in Karatschi (Pakistan) (Karachi Cotton Exchange)
- Baumwollbörse in Memphis (Tennessee) (Memphis Cotton Exchange)

Früher bedeutende Baumwollbörsen waren die
- Baumwollbörse in Houston (Texas) (Houston Cotton Exchange) (1874–1970)
- Baumwollbörse in Liverpool (Liverpool Cotton Exchange) (1808–1941, 1954–1963)
- Baumwollbörse in Mobile (Alabama) (Mobile Cotton Exchange) (1871–1942)
- Baumwollbörse in New Orleans (New Orleans Cotton Exchange) (1871–1964)
- Baumwollbörse in Savannah (Georgia) (1876–1942)